# Фолликулярная лимфома
Фолликулярная лимфома — тип рака крови. Это наиболее распространённая из индолентных (медленно растущих) неходжкинских лимфом и вторая наиболее распространённая форма неходжкинских лимфом в целом. Она определяется как лимфома В-клеток фолликулярного центра (центроциты и центробласты), которые имеют часть признаков фолликулярных клеток. Он положителен для В-клеточных маркеров CD10, CD19, CD22 и обычно CD20, однако почти всегда отрицателен для маркеров CD5.
Есть несколько синонимов и устаревших терминов для обозначения этого заболевания, такие как лимфома CB/CC (центробластная и центроцитарная лимфома), узловая лимфома, а также заболевание Брилл-Симмерса (англ. Brill-Symmers Disease). Существует также подтип: крупноклеточная фолликулярная лимфома.

## Причины возникновения
Транслокация между хромосомой 14 и 18 приводит к избыточной экспрессии гена bcl-2. Поскольку белок bcl-2 обычно участвует в предотвращении апоптоза, клетки со сверхэкспрессией этого белка в основном бессмертны. Ген bcl-2 обычно находится в хромосоме 18, а транслокация перемещает ген близко в сторону энхансерного элемента тяжелой цепи иммуноглобулина в хромосоме 14.
Кроме того, это может произойти из-за транслокации BCL6 в 3q27. 

### Экспрессия микроРНК
В 2014 году было описано, что короткие некодирующие РНК, называемые микроРНК, выполняют важные функции в биологии лимфомы, включая фолликулярную лимфому. В злокачественных В-клетках микроРНК участвуют в связях, фундаментальных для развития клеток, таких как передача сигналов рецептора, реакция перегруппировки, адгезия, межклеточные взаимодействия в иммунных нишах, а также продукция и изменение классов иммуноглобина.

## Морфология

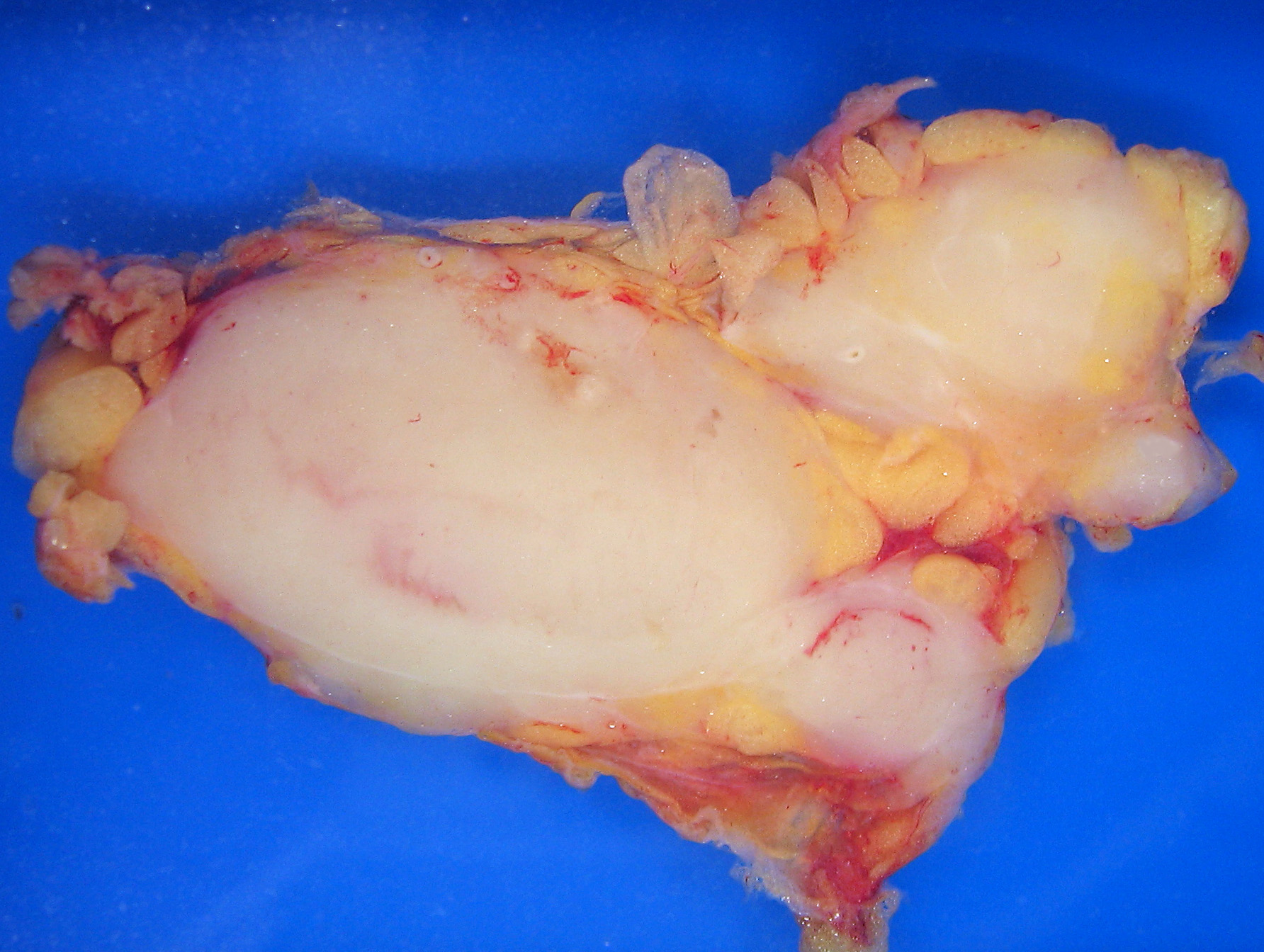
Фолликулярная лимфома

Опухоль состоит из фолликул, состоящих из смеси центроцитов (Кильская терминология, принятая экспертами ВОЗ) или расщеплённых клеток фолликулярного центра (старая американская терминология), «маленьких клеток», а также центробластов (Кильская терминология) или большие нерасщеплённые клетки фолликулярного центра и «больших клеток». Эти фолликулы окружены незлокачественными клетками, в основном T-клетками. В фолликулах, обычно преобладают центроциты. Центробласты, как правило, в меньшинстве.

## Диагностика

### Классификация
Согласно критериям ВОЗ, болезнь морфологически делится на:
- уровень 1 (<5 центробластов на поле зрения под большим увеличением[англ.], high-power field (hpf))
- уровень 2 (6–15 центробластов/hpf)
- уровень 3 (>15 центробластов/hpf)
  - уровень 3A (центроциты всё ещё присутствуют)
  - уровень 3B (фолликулы почти полностью состоят из центробластов)

Обновление ВОЗ 2008 года классифицирует 1 и 2 уровни как фолликулярную лимфому низкой степени тяжести, при этом уровень 3А классифицируется как фолликулярная лимфома высокой степени тяжести и уровень 3В как крупноразмерная крупноклеточная лимфома В.

## Лечение
Нет единого мнения относительно лучшего протокола лечения. Нужно обращать внимание на такие факторы, как возраст, этап, а также прогностические показатели (по Международному прогностическему индексу). Пациенты с запущенным заболеванием, которые не имеют симптомов, могут извлечь выгоду из подхода «смотреть и ждать», так как раннее лечение не обеспечивает выживаемости. Пациенты с симптомами нуждаются в специальном лечении, которое может включать различные комбинации из алкилирования, нуклеозидного аналога, режимы химиотерапии, содержащие антрациклин (например, CHOP), моноклональные антитела (ритуксимаб, обинутузумаб, мосунетузумаб, эпкоритамаб), радиоиммунотерапию, аутотрансплантационная и аллотрансплантационная трансплантация гемопоэтических стволовых клеток. Фолликулярная лимфома считается неизлечимой, пока не обнаружено место расположения лимфомы. В этом случае его можно вылечить облучением. Хотя аллогенная трансплантация стволовых клеток может быть излечивающей, смертность от этой процедуры слишком высока, чтобы быть вариантом первичной меры. 
В 2010 году ритуксимаб был одобрен Европейской комиссией для поддерживающего лечения фолликулярной лимфомы как первостепенный продукт. Доклинические данные свидетельствуют о том, что ритуксимаб также можно использовать в комбинации с ингибиторами интегрина для преодоления устойчивости к ритуксимабу, опосредованной стромальными клетками. Тем не менее, ритуксимаб не достигнет цели при CD20, который для фолликулярной лимфомы является отрицательным. 
Результаты испытаний, опубликованные в июне 2012 года, показывают, что бендамустин, препарат, впервые разработанный в Восточной Германии в 1960-х годах, обеспечивает выживаемость без прогрессирования заболевания более чем в два раза чаще, чем при применении ритуксимаба. Эта политерапия оставляет пациентов с меньшими побочными эффектами, чем устаревший аналог (комбинация пяти препаратов — ритуксимаб, циклофосфамид, доксорубицин, винкристин и преднизон, в совокупности называемым R-CHOP). 
Существуют много недавних и текущих клинических испытаний фолликулярной лимфомы. Например, персонализированные идиотипные вакцины показали многообещающие надежды, особенно предварительная терапия, но ещё предстоит доказать свою эффективность в рандомизированных контролируемых испытаниях. 
- Генная терапия: axicabtagene ciloleucel, lisocabtagene maraleucel.

## Прогноз
Средняя выживаемость составляет около 10 лет, но диапазон широкий, может составлять от 1 года до 20 лет. Некоторые пациенты могут никогда не нуждаться в лечении. Общая выживаемость за пять лет составляет 72—77 %. Последние достижения и добавление ритуксимаба улучшили среднюю выживаемость. В последних отчетах за период с 1986 по 2012 год, средняя выживаемость превышает 20 лет.

## Эпидемиология
Из всех видов рака, в которых участвует один и тот же класс клеток крови (Лимфопролиферативные заболевания), 22 % причин возникновения — это фолликулярные лимфомы.